# Klipphausen
Klipphausen település Németországban, azon belül Szászország tartományban. Lakosainak száma 10 427 fő (2023. december 31.). Klipphausen Käbschütztal és Meißen községekkel határos.

## Népesség
A település népességének változása:
| Lakosok száma | 10 307 | 10 280 | 10 329 | 10 366 | 10 427 |
|               | 2017   | 2019   | 2021   | 2022   | 2023   |